# Mikołaj Wybranowski
Mikołaj Wybranowski herbu Poraj – skarbnik bełski w latach 1690–1705, deputat na Trybunał Główny Koronny w kadencji 1701/1702 roku z województwa lubelskiego.
Był elektorem Augusta II Mocnego z województwa lubelskiego w 1697 roku..